# 信徒 (歌曲)
《信徒》是美國搖滾組合謎幻樂團的歌曲，作爲他們的第三張錄音室專輯《超進化》的首發主打單曲，由新視鏡唱片和Kidinakorner發行于2017年2月1日，由丹·雷诺兹、韋恩·瑟蒙、本·麥基、丹尼爾·普拉茨曼、賈斯汀·特蘭特和製作人馬特曼和羅賓共同创作。
《信徒》最高美國《告示牌》Hot 100榜第四位，是繼歌曲《放射能量》和《惡魔》之後組合的第三首位居排行榜前十位的歌曲，同時在奧地利、加拿大、捷克、法國、意大利、波蘭、葡萄牙和瑞士的音樂排行榜中位居前十位。歌曲被大量運用在任天堂Switch的廣告以及多個電影預告片和電視節目中。歌曲成為2017年美國第五首最暢銷的歌曲。

## 背景
2016年11月，丹·雷诺兹告訴雜志《人物》，歌曲的靈感源自他在2015年患有强直性脊柱炎的經歷，他説道：“這首歌的意義實際上是反映了我生命中某些特定的事情是讓我痛苦的，無論是對焦慮和打交道感到不知所措，或是樂隊的成功，疾病，經歷抑鬱——任何可能是我痛苦的根源。而且只是超越這一點，尋找另一面。我生命中的痛苦，使它成為我最大的力量。”

## 作曲
根據Sheetmusicdirect.com發佈的樂譜，《信徒》是以二二拍子下B♭小調譜寫，速度為每分鐘120拍。丹·雷诺兹的聲區從A♭2延伸至D♭4。

## 音樂錄像帶
音樂錄像帶于2017年3月7日在Vevo平臺上播出，視頻以大丹和道夫·龙格尔進行拳擊比賽為特色。視頻由馬特·伊斯汀執導。截至2018年11月，視頻已被超過7.5億次觀看。

## 市場反響
《信徒》最高《告示牌》Hot 100榜第四位，歷經二十九周奪冠《告示牌》Hot Rock Songs榜，Alternative Songs榜（十三周），以及Adult Pop Songs榜（六周）。同時還奪冠Rock Airplay榜、Rock Streaming Songs榜、Rock Digital Sale Songs榜、和Top TV商業排行榜。并且奪冠加拿大另類搖滾排行榜。《信徒》還奪冠奧地利、加拿大、捷克共和國、法國、匈牙利、意大利、波蘭、葡萄牙、斯洛伐克、瑞士和美國的音樂排行榜。
《信徒》還是幾個《告示牌》年末榜的第一名：Hot Rock Songs榜，Rock Airplay榜以及Alternative Songs榜。歌曲是2017年美國第五首最暢銷的歌曲，全年銷量為一百五十九萬八千份。

## 重混版
卡斯科在2017年6月發佈歌曲的重混版。

## 現場演出
歌曲的首秀在2017年3月22日ABC的深夜節目《吉米·坎摩尔直播秀》中播出。之後在BBC Radio 1's Big Weekend中演唱了歌曲。

## 曲目列表
| 數位下載 | 數位下載 | 數位下載 |
| 曲序     | 曲目     | 时长     |
| -------- | -------- | -------- |
| 1.       | 《信徒》 | 3:23     |

| 數位下載 – 卡斯科重混 | 數位下載 – 卡斯科重混    | 數位下載 – 卡斯科重混 |
| 曲序                  | 曲目                     | 时长                  |
| --------------------- | ------------------------ | --------------------- |
| 1.                    | 《信徒》（卡斯科重混版） | 3:10                  |

## 排行榜
| 排行榜（2017年）                     | 最高 排名 |
| ------------------------------------ | --------- |
| 澳大利亚（澳大利亚唱片业协会單曲榜） | 33        |
| 奥地利（Ö3四十强单曲榜）             | 3         |
| 比利时佛兰德（Ultratop五十强单曲榜） | 40        |
| 比利时瓦隆（Ultratop五十强单曲榜）   | 20        |
| 加拿大（Canadian Hot 100）           | 7         |
| 獨立國家聯合體（Tophit）             | 17        |
| 捷克（電台百強單曲榜）               | 3         |
| 捷克（百強數位單曲榜）               | 4         |
| 法國（法國唱片出版業公會）           | 7         |
| 匈牙利（四十强电台榜）               | 27        |
| 匈牙利（四十強單曲榜）               | 7         |
| 愛爾蘭（愛爾蘭唱片音樂協會单曲榜）   | 33        |
| 意大利（意大利音乐产业联盟单曲榜）   | 5         |
| 墨西哥電臺（《告示牌》）             | 28        |
| 荷兰（荷蘭四十強單曲榜）             | 35        |
| 荷兰（百强单曲榜）                   | 40        |
| 新西兰（新西兰唱片音乐协会单曲榜）   | 21        |
| 挪威（世道單曲榜）                   | 13        |
| 菲律賓（Philippine Hot 100）         | 89        |
| 波蘭（波蘭百大電台榜）               | 5         |
| 葡萄牙（葡萄牙唱片業協會单曲榜）     | 10        |
| 羅馬尼亞（Airplay 100)               | 28        |
| 俄羅斯（Tophit）                     | 17        |
| 蘇格蘭（官方榜单公司單曲榜）         | 19        |
| 斯洛伐克（電台百強單曲榜）           | 43        |
| 斯洛伐克（百強數位單曲榜）           | 6         |
| 西班牙（西班牙音樂製作協會）         | 39        |
| 瑞典（瑞典最熱榜）                   | 22        |
| 瑞士（瑞士热门音乐榜）               | 6         |
| 英國（官方榜单公司單曲榜）           | 42        |
| 美国（《告示牌》百大單曲榜）         | 4         |
| 美國（《告示牌》成人當代單曲榜）     | 11        |
| 美國（《告示牌》Adult Pop Airplay）  | 1         |
| 美國（《告示牌》Hot Rock Songs）     | 1         |
| 美國（《告示牌》Pop Airplay）        | 3         |

| 排行榜（2017年）                    | 排名 |
| ----------------------------------- | ---- |
| 澳大利亞（ARIA）                    | 72   |
| 澳大利亞（Ö3 Austria Top 40）       | 8    |
| 比利時（Ultratop Flanders）         | 71   |
| 比利時（Ultratop Wallonia）         | 63   |
| 加拿大（Canadian Hot 100）          | 12   |
| 丹麥（Tracklisten）                 | 89   |
| 德國（Official German Charts）      | 37   |
| 匈牙利（Single Top 40）             | 13   |
| 匈牙利（Stream Top 40）             | 3    |
| 意大利（FIMI）                      | 10   |
| 荷蘭（Single Top 100）              | 70   |
| 紐西蘭（Recorded Music NZ）         | 36   |
| 波蘭（ZPAV）                        | 63   |
| 羅馬尼亞（Airplay 100）             | 95   |
| 瑞典（Sverigetopplistan）           | 47   |
| 瑞士（Schweizer Hitparade）         | 9    |
| 英國單曲（Official Charts Company） | 97   |
| 美國《告示牌》Hot 100榜             | 9    |

| 排行榜（2018年）        | 排名 |
| ----------------------- | ---- |
| 美國《告示牌》Hot 100榜 | 100  |

## 銷量認證
| 地區                                                       | 认证    | 认证单位/销量 |
| ---------------------------------------------------------- | ------- | ------------- |
| 澳大利亚（澳大利亚唱片业协会）                             | 3× 白金 | 210,000‡      |
| 奥地利（國際唱片業協會奧地利分會）                         | 白金    | 30,000‡       |
| 比利时（比利時唱片音樂協會）                               | 白金    | 30,000‡       |
| 巴西（巴西唱片業協會）                                     | 磚石    | 160,000‡      |
| 加拿大（加拿大音乐协会）                                   | 7× 白金 | 0*            |
| 丹麦（國際唱片業協會丹麥分會）                             | 白金    | 30,000‡       |
| 法国（法國唱片出版業公會）                                 | 磚石    | 250,000‡      |
| 德国（聯邦音樂產業協會）                                   | 白金    | 400,000‡      |
| 意大利（意大利音乐产业联盟）                               | 4× 白金 | 200,000‡      |
| 新西兰（新西兰唱片音乐协会）                               | 白金    | 30,000‡       |
| 挪威（國際唱片業協會挪威分会）                             | 3× 白金 | 180,000‡      |
| 葡萄牙（葡萄牙唱片协会）                                   | 白金    | 10,000‡       |
| 西班牙（西班牙音樂製作協會）                               | 白金    | 40,000*       |
| 瑞典（瑞典唱片業協會）                                     | 2× 白金 | 80,000‡       |
| 英国（英国唱片业协会）                                     | 白金    | 600,000‡      |
| 美国（美國唱片業協會）                                     | 5× 白金 | 1,598,000     |
| *僅含認證的實際銷量 ^僅含認證的出貨量 ‡僅含認證的+實際銷量 |         |               |

## 媒體使用
- 歌曲用於第五十一届超级碗播出的任天堂Switch商業廣告。[97]同樣用於向NBA灌篮大赛致敬的Bleacher Report視頻。[98]
- 在節目《與星共舞（英语：Dancing with the Stars (U.S. season 24)）》中選手邦納·博爾頓（英语：Bonner Bolton）和搭檔夏納·伯吉斯（英语：Sharna Burgess）采用該曲演出了一段阿根廷探戈。[99]
- 歌曲出現在《東方快車謀殺案》的預告片中。[100]
- 歌曲被用作2018年全國橄欖球聯賽總決賽系列（英语：2018 NRL Finals Series）的主題曲。
- 2021年，歌曲用于三星Galaxy Z Fold 3及三星Galaxy Z Flip 3播出的商业广告。[101].

## 外部連結
- YouTube上的《信徒》